# Jeiti (Kurta)
Jeiti (en georgiano: ხეითი) o Jeit (en osetio: Хеит) es una aldea que pertenece a la parcialmente reconocida República de Osetia del Sur, parte del distrito de Tsjinval, aunque de iure pertenece al municipio de Kurta de la región de Iberia Interior de Georgia.

## Geografía
Jeiti se encuentra en el lado izquierdo del río Gran Liajvi, a 4 km de Tsjinvali. La aldea se administra desde el pueblo de Kurta. 

## Historia
Según la división administrativa de la República Socialista Soviética de Georgia, formó parte del Óblast Autónomo de Osetia del Sur desde 1922. De 1922 a 1990, formó parte del distrito de Tsjinval del óblast autónomo de Osetia del Sur. 
De 1990 a 2006, formó parte del raión de Kareli y, desde 2006, forma parte del municipio de Kurta. Tras la guerra de Osetia del Sur, el gobierno georgiano retuvo el control de Jeiti; la mayoría de la población era georgiana y los habitantes osetios huyeron.
Durante la guerra ruso-georgiana de agosto de 2008, la aldea fue atacada por el lado ruso y Nugzar Bugianishvili fue asesinado el 9 de agosto, según Human Rights Watch. Después de la guerra, el pueblo quedó bajo el control de la República de Osetia del Sur y, tras la retirada de las tropas georgianas, muchas casas fueron incendiadas.

## Demografía
La evolución demográfica de Jeiti entre 1979 y 2015 fue la siguiente:
| 555                                                      | 378 | 807 | 36 |
| (Fuente: Population of South Ossetia since Soviet times) |     |     |    |

Según el censo soviético de 1979, la mayoría de la población local eran georgianos. En los distintos censos, la composición étnica del pueblo era la siguiente:
|              | 1989      | 1989       | 2002      | 2002       |
| Grupo étnico | Población | Porcentaje | Población | Porcentaje |
| ------------ | --------- | ---------- | --------- | ---------- |
| Georgianos   | 283       | 75%        | 767       | 95%        |
| Osetios      | 95        | 25%        | 40        | 5%         |
| Total        | 378       | 100%       | 807       | 100%       |